# シロガヤ
シロガヤ（白茅）は、浅い海に見られるヒドロ虫の一つ。やや強い刺胞毒を持つ。

## 特徴
シロガヤ Aglaophenia whiteleggei Bale は、刺胞動物門ヒドロ虫綱軟クラゲ目ハネガヤ科に属する動物で、小さな樹木のような群体を作る。名前は白榧のことで、主軸や側枝は黒っぽいが一面に出る小枝が白く見えること、群体の枝振りが榧に似ることによる。
ヒドロ根は岩の上を這い、やや間をおいて多数の直立する群体を生じる。個々の群体は樹枝状で、高さ7-20cm、その軸は黒い。この主軸からは少数の枝がまばらな方向に出て、さらにその上に小枝が多数出る。それらの枝は特に先のものほど短い、といった傾向はなく、広葉樹の枝振りを思わせる。
小枝は分枝の節ごとに一本ずつ互生して生じ、単一の平面に並ぶ。色は白くてその片面に一列をなして密にヒドロ莢が並ぶ。ヒドロ莢は透明なコップ型で、斜め上に口を開き、その縁に一個の大きい歯（のような突出部）が突出し、その両側には小さな歯が一対出る。また、背面には棘状の突起（中央刺莢）が伸びる。その内部は仕切がない（一室）。
有性生殖部は枝の中程に一つ作られ、変形した小枝によって抱えられたような形になっている（コルビュラ）。それを構成する小枝の基部にはしっかりした莢がない。

## 生育環境
浅い海に見られる。潮間帯でも干潮線の直下から見られ、低い位置では大きな潮だまりでも見られる上、大きくてはっきりした枝振りであるから、見つけやすいものである。

## 分布
本州北部以南の日本各地で見られる。オーストラリアからも知られる。

## 近縁種等
いくつかの近縁種が知られている。同属ではアカガヤ A. suesoni Jaederholm は高さ4cmとはるかに小さい上に分枝がなくて全体が単一の羽状をしている。また名前の通り赤みを帯びている点で見分けがつく。

## 利害
刺胞毒がやや強く、刺されると炎症を起こす場合がある。素手で扱うのは注意を要する。